# Arzneistoff
Ein Arzneistoff (Synonyme: Pharmakon, ursprünglich ein den Körper verändernder Stoff, pharmazeutischer Wirkstoff, Pharmawirkstoff, wie altgriechisch φάρμακον ‚Medikament‘ bzw. – in der Antike dosisunabhängig – ‚Gift‘, vermutlich von altgriechisch φαρμα ‚Zauber‘, ‚Blendwerk‘) ist ein Stoff (Heilstoff), der bei der Herstellung eines Arzneimittels als arzneilich wirksamer Bestandteil verwendet wird (Arzneimittelwirkstoff, Wirksubstanz). Meist wird der Arzneistoff in Kombination mit einem oder mehreren pharmazeutischen Hilfsstoffen, gelegentlich aber auch ohne Hilfsstoffe, zum Arzneimittel verarbeitet.
Der pharmakologisch wirkende Stoff kann vom in der Arznei enthaltenen Wirkstoff verschieden sein. So wird der pharmakologisch wirkende Stoff manchmal z. B. in Form seines Salzes im Arzneimittel eingearbeitet oder eine Vorläufersubstanz („Prodrug“) verwendet, die erst nach Metabolisierung aktiv wird.
Neben natürlich vorkommenden Arzneistoffen (Naturstoffe) werden auch ihre partialsynthetischen Derivate und totalsynthetisch hergestellte chemische Arzneistoffe verwendet. Biotechnologisch hergestellte Arzneistoffe haben an Bedeutung gewonnen.
Der Begriff „Arzneistoff“ beschreibt keine herausgehobene rechtliche Einstufung eines Stoffes und kann deshalb keine negative Abgrenzung zu anderen Substanzen bilden. Solche Stoffe können und dürfen also auch anderweitig in Verkehr gebracht oder verwendet werden, sofern dies nicht ausdrücklich untersagt (z. B. Arzneimittelgesetz (AMG), Betäubungsmittelgesetz (BtMG)) wurde. Es gibt viele Stoffe, die außer als Wirkstoff in Arzneimitteln auch als Lebensmittel-, Kosmetik- oder Medizinproduktebestandteil oder als pharmazeutischer Hilfsstoff verwendet werden.

## Einteilung

### Naturstoffe
Naturstoffe sind Stoffe, die von lebenden Organismen wie Pflanzen, Tieren oder Mikroorganismen produziert werden und daraus gewonnen werden können. Die ersten Arzneimittel bestanden ausschließlich aus Naturstoffen und auch heute erfreuen sich Arzneimittel mit pflanzlichen Inhaltsstoffen (Phytopharmaka), insbesondere in der Selbstmedikation, großer Beliebtheit.
Einige Naturstoffe werden nicht aus biologischem Material extrahiert, sondern synthetisch bzw. teilsynthetisch oder biotechnologisch hergestellt, da dies schneller, sicherer und kostengünstiger sein kann. Die komplexe Struktur vieler Naturstoffe verhindert in den meisten Fällen eine effiziente Totalsynthese (Erythromycin, Taxol, Insuline etc.). Naturstoffe sind in vielen Anwendungsgebieten (Antibiotika, Zytostatika, Immunsuppressiva) als Leitstrukturen der Pharmakologie unverzichtbar.

### Synthetische Stoffe
Synthetisch hergestellte Wirkstoffe – auch als Synthetika bezeichnet – sind in der heutigen Therapie die am weitesten verbreiteten Wirkstoffe. Dabei wird der Bedeutung der Enantiomerenreinheit von synthetisch hergestellten Substanzen zunehmend Beachtung eingeräumt, denn zueinander spiegelbildlich aufgebaute Molekülvarianten (Enantiomere) eines chiralen Arzneistoffes wirken fast immer unterschiedlich. Nur einem der beiden Entantiomere kommt meist die gewünschte pharmakologische Wirkung zu, wohingegen das andere wirkungslos ist oder aber unerwünschte Wirkungen entfaltet. Dies wurde früher aus Unkenntnis über stereochemische Zusammenhänge oft ignoriert.
Während bis 2000 die Mehrzahl der am Markt neu zugelassenen chiralen Arzneistoffe jeweils als Racemat eingeführt wurde, sind es in jüngerer Zeit fast ausschließlich reine Enantiomere (Eutomer). Die Gesamtheit aller auf synthetischem Wege zugänglichen Arzneistoffe wird auch als Chemical Space bezeichnet.

### Biotechnologisch hergestellte Stoffe
Ein bedeutsamer Zweig der pharmazeutischen Biotechnologie ist die Gentechnik. Gentechnisch erzeugte Wirkstoffe werden mit Hilfe von Mikroorganismen (Bakterien, Hefen) oder Säugetierzellen in großen Fermentern biotechnologisch produziert. In neuen Verfahren werden Wirkstoffe auch direkt von Säugetieren (z. B. in der Milch, etwa Antithrombin α) oder Pflanzen (z. B. in den Früchten) produziert. Die ersten gentechnischen Wirkstoffe waren noch naturidentisch aufgebaut. Inzwischen werden die Wirkstoffe gentechnisch häufig so abgewandelt, dass sie besonders gezielt wirken. So wirkt z. B. die gentechnisch abgeänderte Erythropoietin(EPO)-Variante Darbepoetin α besonders spezifisch gegen Blutarmut. Im Jahr 2010 waren fünf Prozent der zugelassenen Wirkstoffe gentechnischen Ursprungs, allerdings sind von den jährlich neu eingeführten Wirkstoffen mittlerweile 15 bis 25 Prozent gentechnischen Ursprungs.

## Stoffverzeichnisse

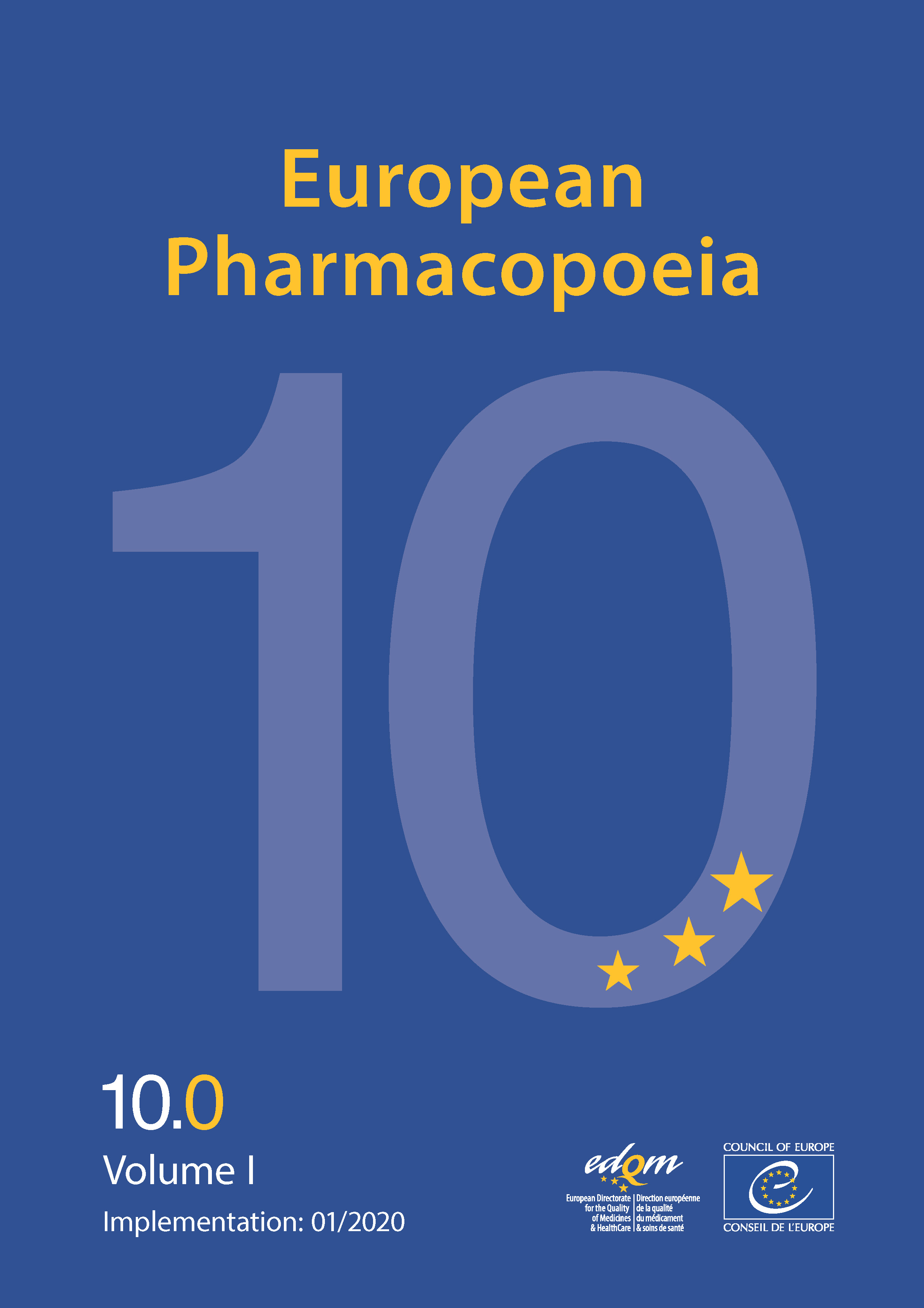
Spezifikationen für Arzneistoffe finden sich beispielsweise im Europäischen Arzneibuch

Das traditionelle Verzeichnis der gebräuchlichen Arzneistoffe ist das Arzneibuch. Darin werden die Spezifikationen (qualitative und quantitative Grenzwerte) und die Prüfmethoden für die einzelnen Arzneistoffe in detaillierten Monographien beschrieben.
Die Weltgesundheitsorganisation (WHO) veröffentlicht in fortlaufenden Listen die von ihr vergebenen, empfohlenen Freinamen (International Nonproprietary Names, INN) für Arzneistoffe. In Deutschland enthält der Arzneimittel-Stoffkatalog (ASK) als Synonym- und Verweisregister die in Deutschland für Fertigarzneimittel rechtsverbindlichen Stoffbezeichnungen gemäß § 10 Abs. 6, AMG.
Eine umfangreiche Stoffsammlung stellt die Pharmazeutische Stoffliste dar, die basierend auf Daten der ABDA-Datenbank Angaben zu Charakterisierung, Stoffklassifikation und Anwendungsgebiet vieler weltweit medizinisch und pharmazeutisch relevanter Stoffe enthält.
Fertigarzneimittel sind im Arzneibuch aus systematischen Erwägungen heraus grundsätzlich nicht erfasst. Arzneimittelverzeichnisse wie die Rote Liste oder die Gelbe Liste nennen die Zusammensetzung von Fertigarzneimitteln inklusive der Angabe der Menge des enthaltenen Arzneistoffes, das Anwendungsgebiet, die Dosierung, den Hersteller, den Preis und andere Details.

## Weiterführende Literatur
- Josef Houben (Hrsg.): Fortschritte der Heilstoff-Chemie. Walter de Gruyter, Berlin 1877 ff.
- Axel Kleemann, Jürgen Engel, Bernd Kutscher, Dieter Reichert: Pharmaceutical Substances.  4. Auflage. Thieme, Stuttgart 2000, ISBN 978-1-58890-031-9.
- Hermann Josef Roth, Axel Kleemann: Arzneistoffsynthese. Thieme, Stuttgart 1982, ISBN 978-3-13-632901-6.
- Axel Kleemann, Hermann Josef Roth: Arzneistoffgewinnung. Thieme, Stuttgart 1983, ISBN 3-13-638501-2.
- Martin Negwer, Hans-Georg Scharnow: Organic-Chemical Drugs and Their Synonyms. Wiley-VCH, Weinheim 2007, ISBN 3-527-30247-6.